# 小行星32569
小行星32569（32569 Deming）是一颗绕太阳运转的小行星，为主小行星带小行星。该小行星于2001年8月发现。

## 轨道参数
小行星32569的轨道半长轴为2.8606148 UA，离心率为0.136。